# Пильвитс
Пильвитс, Пильвитис, Пильвитус (Pilvytis, Pilnytis, Pilunitus, Pilunytis, Piluvytis, Pilunytis, Piluitus) — божество изобилия и богатства в прусской и судовской мифологии. По «Судавской книжечке» (1563 год) и «Хроникам прусского края» Бреткунаса (конец XVI в.), Пильвитс делает богатым и «заполняет сараи»; отождествляется с греческим богом богатства Плутосом и древнеславянским Переплутом. Происхождение этого имени связывают с балто-славянским корнем pel- «быть полным, изобильным».
Входит в тетраду богов второго уровня прусской мифологии, связанных с хозяйственными циклами, с частными целями, приуроченными к сезонным обрядам, наряду с Пушкайтсом, Пергрубрюсом и Аушаутсом, которому противопоставлен как бог материального благополучия богу здоровья. В последний период существования прусской мифологии Пильвитс дал начало двум божествам — Пильнитису, связанному с избытком, богатством, и Пельвиксу (Реlwihks), богу вод и топей.
В честь Пильвитса подымалась заздравная чаша с пивом и возглашалось моление, чтобы этот бог послал стране хороший урожай.